# Песселья, Херман
Херма́н Але́хо Пессе́лья (исп. Germán Alejo Pezzella, испанское произношение: [xeɾˈman aˈlexo peˈsela]; род. 27 июня 1991, Баия-Бланка, Буэнос-Айрес) — аргентинский футболист, защитник клуба «Ривер Плейт» и сборной Аргентины. Чемпион мира 2022 года.

## Клубная карьера
Песселья — воспитанник клубов «Олимпо» и «Ривер Плейт». 8 декабря 2011 года в поединке Кубка Аргентины против «Дефенсорес де Бельграно» Херман дебютировал за основной состав. 2 марта 2012 года в матче против «Кильмеса» он дебютировал в аргентинской Примере B. По итогам сезона Песселья помог клубу выйти в элиту. 3 сентября в матче против «Колона» он дебютировал в аргентинской Примере. В этом же поединке Херман забил свой первый гол за «Ривер Плейт». В 2014 году Песселья помог клубу выиграть чемпионат. В 2015 году Херман стал обладателем Южноамериканского кубка, Рекопа Южной Америки и Кубка Либертадорес (хотя уже к тому времени покинул команду).
Летом 2015 года Песселья перешёл в испанский «Бетис». Сумма трансфера составила 2,3 млн. евро. 23 августа в матче против «Вильярреала» он дебютировал в Ла Лиге. 20 февраля 2016 года в поединке против хихонского «Спортинга» Херман забил свой первый гол за «Бетис».
Летом 2017 года Песселья на правах аренды присоединился к итальянской «Фиорентине». 27 августа в матче против «Сампдории» он дебютировал в итальянской Серии A. 16 сентября в поединке против «Болоньи» Херман забил свой первый гол за «Фиорентину».
14 марта 2020 года сдал положительный тест на коронавирус. В 2021 году Песселья вернулся в «Бетис». 

## Международная карьера
В 2011 году в составе молодёжной сборной Аргентины Николас принял участие в молодёжном чемпионате Южной Америки в Перу. На турнире он Чили, Перу, Эквадора, Бразилии, Колумбии, Венесуэлы и дважды Уругвая. В том же году в составе Песселья принял участие в молодёжном чемпионате мира в Колумбии. На турнире он сыграл в матчах против сборных Мексики, Англии и Северной Кореи.
В 2011 году Песселья в составе олимпийской сборной Аргентины стал серебряным призёром Панамериканских игр, проходивших в Гвадалахаре. На турнире он сыграл в матчах против команд Бразилии, Коста-Рики, Кубы, Мексики и Уругвая. В поединках против аргентинцев и костариканцев Херман забил по голу.
11 ноября 2017 года в товарищеском матче против сборной России Песселья дебютировал за сборную Аргентины. 11 октября 2018 года в поединке против сборной Ирака он забил свой первый гол за национальную команду.
Летом 2019 года Песселья принял участие в Кубке Америки 2019 в Бразилии. На турнире он сыграл против сборных Колумбии, Парагвая, Катара, Венесуэлы, Бразилии и Чили.

### Голы за сборную Аргентины
| #   | Дата            | Место                                               | Противник | Счёт | Результат | Соревнование      |
| --- | --------------- | --------------------------------------------------- | --------- | ---- | --------- | ----------------- |
| 01. | 11 октября 2018 | Стадион Принсал Файсала, Эр-Рияд, Саудовская Аравия | Ирак      | 0:3  | 0:4       | Товарищеский матч |
| 02. | 13 октября 2019 | Мануэль Мартинес Валеро, Эльче, Испания             | Эквадор   | 1:4  | 1:6       | Товарищеский матч |

## Достижения

### Командные
«Ривер Плейт»
- Чемпионат Аргентины по футболу: Финаль 2014
- Обладатель Южноамериканского кубка: 2014
- Обладатель Рекопа Южной Америки: 2015
- Обладатель Кубка Либертадорес: 2015

«Реал Бетис»
- Обладатель Кубка Испании: 2021/22

Аргентина (до 23 лет)
- Панамериканских игр: 2011

Аргентина
- Чемпион мира: 2022
- Обладатель Кубка Америки: 2021, 2024
- Победитель Финалиссимы: 2022